# Middle States Intercollegiate Football League
La Middle States Intercollegiate Football League fu una conference sportiva di college football di brevissima vita, nata nel 1893 e terminata nel 1894, di cui facevano parte tre scuole della costa orientale degli Stati Uniti.

## Membri
Di seguito i membri della conference:
- Rutgers
- Lafayette
- Stevens Tech

## Stagioni e vincitore
|          |           | Record       | Record      |                             |
| Stagione | Campione  | Record Conf. | Record Ovr. | Head coach                  |
| -------- | --------- | ------------ | ----------- | --------------------------- |
| 1893     | Lafayette | 2-0-0        | 3-6-0       | P.G. Haskell e H.H. Vincent |
| 1894     | Rutgers   | 2-0-0        | 4-6-0       |                             |